# Santa Rosa (La Mar)
Santa Rosa es una localidad situada en el distrito homónimo, en la provincia de La Mar, departamento de Ayacucho, Perú. Según el censo de 2017, tiene una población de 4931 habitantes.
Es la capital del distrito.
Se encuentra a una altitud de 729 m s. n. m.

## Clima
| Parámetros climáticos promedio de Santa Rosa | Parámetros climáticos promedio de Santa Rosa | Parámetros climáticos promedio de Santa Rosa | Parámetros climáticos promedio de Santa Rosa | Parámetros climáticos promedio de Santa Rosa | Parámetros climáticos promedio de Santa Rosa | Parámetros climáticos promedio de Santa Rosa | Parámetros climáticos promedio de Santa Rosa | Parámetros climáticos promedio de Santa Rosa | Parámetros climáticos promedio de Santa Rosa | Parámetros climáticos promedio de Santa Rosa | Parámetros climáticos promedio de Santa Rosa | Parámetros climáticos promedio de Santa Rosa | Parámetros climáticos promedio de Santa Rosa |
| Mes                                          | Ene.                                         | Feb.                                         | Mar.                                         | Abr.                                         | May.                                         | Jun.                                         | Jul.                                         | Ago.                                         | Sep.                                         | Oct.                                         | Nov.                                         | Dic.                                         | Anual                                        |
| -------------------------------------------- | -------------------------------------------- | -------------------------------------------- | -------------------------------------------- | -------------------------------------------- | -------------------------------------------- | -------------------------------------------- | -------------------------------------------- | -------------------------------------------- | -------------------------------------------- | -------------------------------------------- | -------------------------------------------- | -------------------------------------------- | -------------------------------------------- |
| Temp. máx. media (°C)                        | 19                                           | 19                                           | 19                                           | 20                                           | 20                                           | 19                                           | 19                                           | 20                                           | 20                                           | 21                                           | 21                                           | 21                                           | 19.8                                         |
| Temp. mín. media (°C)                        | 7                                            | 7                                            | 6                                            | 5                                            | 2                                            | 1                                            | 0                                            | 2                                            | 4                                            | 6                                            | 6                                            | 7                                            | 4.4                                          |
| Fuente: Accuweather                          |                                              |                                              |                                              |                                              |                                              |                                              |                                              |                                              |                                              |                                              |                                              |                                              |                                              |